# 大和二見駅
大和二見駅（やまとふたみえき）は、奈良県五條市二見三丁目にある、西日本旅客鉄道（JR西日本）和歌山線の駅である。
奈良県で最南端の鉄道駅である。また、和歌山支社では唯一、奈良県にある駅でもある。

## 歴史
後にJR和歌山線となる路線のうち、高田駅から葛駅（現在の吉野口駅）を経て五条駅への路線は、私鉄の南和鉄道が建設、開業した。南和鉄道は、吉野川の水運と連絡の便を図るべく二見駅（後の川端駅）までの路線を建設し、葛 - 五条間と同じ1896年（明治29年）10月25日に開業した。五条 - 二見間は1マイル71チェーン（約3,038 m）で、この区間は貨物線であった。
その後、五条 - 和歌山（後の紀和駅）間を建設した私鉄の紀和鉄道では、この五条 - 二見間の貨物線を一部利用して工事を進めることになり、1898年（明治31年）4月11日に五条 - 橋本間を開業した際に、五条起点78チェーン70リンク（約1,583 m）地点に紀和鉄道起点を設置して路線を分岐させた。この時点では紀和鉄道起点は単なる分岐点であり、駅は設置されていなかった。しかし1899年（明治32年）に、9月18日開業、10月1日廃止で二見臨時停車場を五条起点1マイル5チェーン（約1,709 m）地点に開設した記録がある。後に二見駅が開設された時のマイル程は五条起点79チェーンであり、臨時停車場は二見駅から6チェーン（約120 m）和歌山方にあったことになる。
紀和鉄道が南和鉄道線を一部利用するのは、当初は全線を建設するまでの暫定的なものとされていたが、その後の交渉によりこの形態は恒久的なものとすることになり、1901年（明治34年）7月1日付の契約で、五条から西の旅客列車は紀和鉄道が、五条から二見に向かう貨物列車は南和鉄道が、それぞれ営業することで合意された。同年10月9日逓信大臣の認可を得て、紀和鉄道の起点が正式に分岐点に移転された。この合意の中で、分岐点に新たに駅を開設してこの駅を紀和鉄道側が管理することが定められ、1902年（明治35年）6月3日付で分岐点にあたる五条起点79チェーン（約1,589 m）地点に二見駅が開設され、同日従来の二見駅は川端駅に改称された。
紀和鉄道はその後、関西鉄道へ売却することになり、1904年（明治37年）5月17日に営業を全面的に関西鉄道へ委託し、8月27日に正式に売却された。これにより、当駅は関西鉄道の所属駅となった。また南和鉄道も関西鉄道へ売却する方向となり、まず1904年（明治37年）10月1日から関西鉄道が南和鉄道の営業委託を受けて管理することになり、同年12月9日に正式に譲渡となった。二見駅はこれにより関西鉄道の路線同士の分岐駅となった。その関西鉄道が、1907年（明治40年）10月1日に国有化されたことで、二見駅は官設鉄道の駅となった。
1919年（明治42年）4月15日に駅名を大和二見駅に改称した。開業以来貨物も取り扱う一般駅であったが、1971年（昭和46年）4月26日に貨物営業は廃止となり、旅客駅となった。また当駅で分岐して川端へ至る貨物線は、1982年（昭和57年）10月1日に廃止となった。

### 年表
- 1898年（明治31年）4月11日：南和鉄道の貨物線上に紀和鉄道が接続点（分岐）設置[2][5]。
- 1899年（明治32年）
  - 9月18日：二見臨時停車場設置、五条起点1マイル5チェーン地点[6]。
  - 10月1日：二見臨時停車場廃止[6]。
- 1902年（明治35年）6月3日 - 紀和鉄道が接続点に駅を設けて二見駅（ふたみえき）開業[1]。
- 1904年（明治37年）
  - 5月17日：紀和鉄道が関西鉄道に全線の営業を委託[10]。
  - 8月27日：関西鉄道が紀和鉄道を買収、旅客駅としては関西鉄道の駅となる[11]。
  - 12月9日：関西鉄道が南和鉄道を買収[13]。
- 1907年（明治40年）10月1日：関西鉄道が鉄道国有法により国有化され、帝国鉄道庁の駅となる[13]。
- 1909年（明治42年）10月12日：線路名称が制定され、和歌山線の所属となる[14]。
- 1919年（大正8年）4月15日：大和二見駅（やまとふたみえき）に改称[6]。
- 1971年（昭和46年）4月26日：貨物営業廃止[6]。
- 1982年（昭和57年）10月1日：当駅から川端駅までの貨物支線廃止[2]。
- 1984年（昭和59年）
  - 10月1日：五条駅から和歌山駅までが電化[15]。
  - 10月20日：無人駅化[16]。
- 1987年（昭和62年）4月1日：国鉄分割民営化により、西日本旅客鉄道の駅となる[15]。
- 2019年（令和元年）6月：駅舎が建て替えられる。
- 2020年（令和2年）3月14日：ICカード「ICOCA」が利用可能となる[17]。

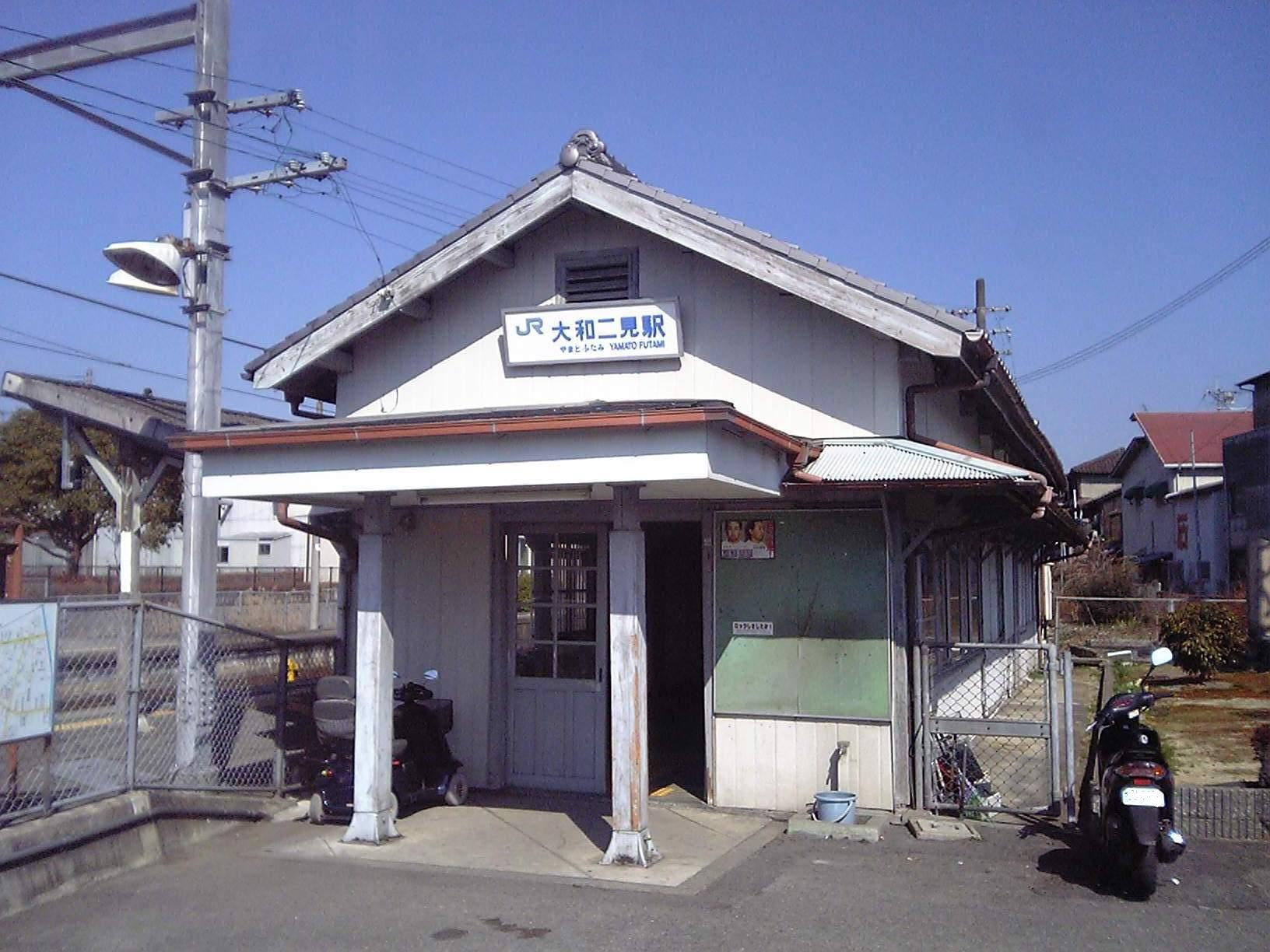
旧駅舎（2010年2月）

## 駅構造
橋本方面に向かって左側に単式ホーム1面1線が配置された地上駅で、若干ホームがカーブしている。
関西鉄道時代の駅配線図では、単式ホームの向かいに島式ホームが設置された2面3線の駅であり、さらに島式ホームより外側に1線の側線とそれに面したホームが設けられていた。また当駅より五条側で川端へ至る貨物線が分岐して、駅舎より南側を通過して川端へ向かっていた。昭和40年代後半に発行された書籍に掲載の配線図では、島式ホーム外側の側線はなくなっているが、島式ホームの外側の線に面してホームが設置され貨物上屋とクレーンが設置された構造となっていた。また川端へ向かう貨物線にはタブレットの受け渡し用の小さなホームが設けられていた。現在は島式ホーム側の線路は撤去されている。向かいのホームはまだ撤去されずに残っているが金網で塞がれており、入ることはできないようになっている。場内・出発信号機も残存しているが横に向けられており、運転取扱上は停留所相当となっている。
和歌山駅管理の無人駅である。古くからの、妻面に出入り口のある木造駅舎は、2019年に簡易な物へ建て替えられた。改札外にトイレがある。

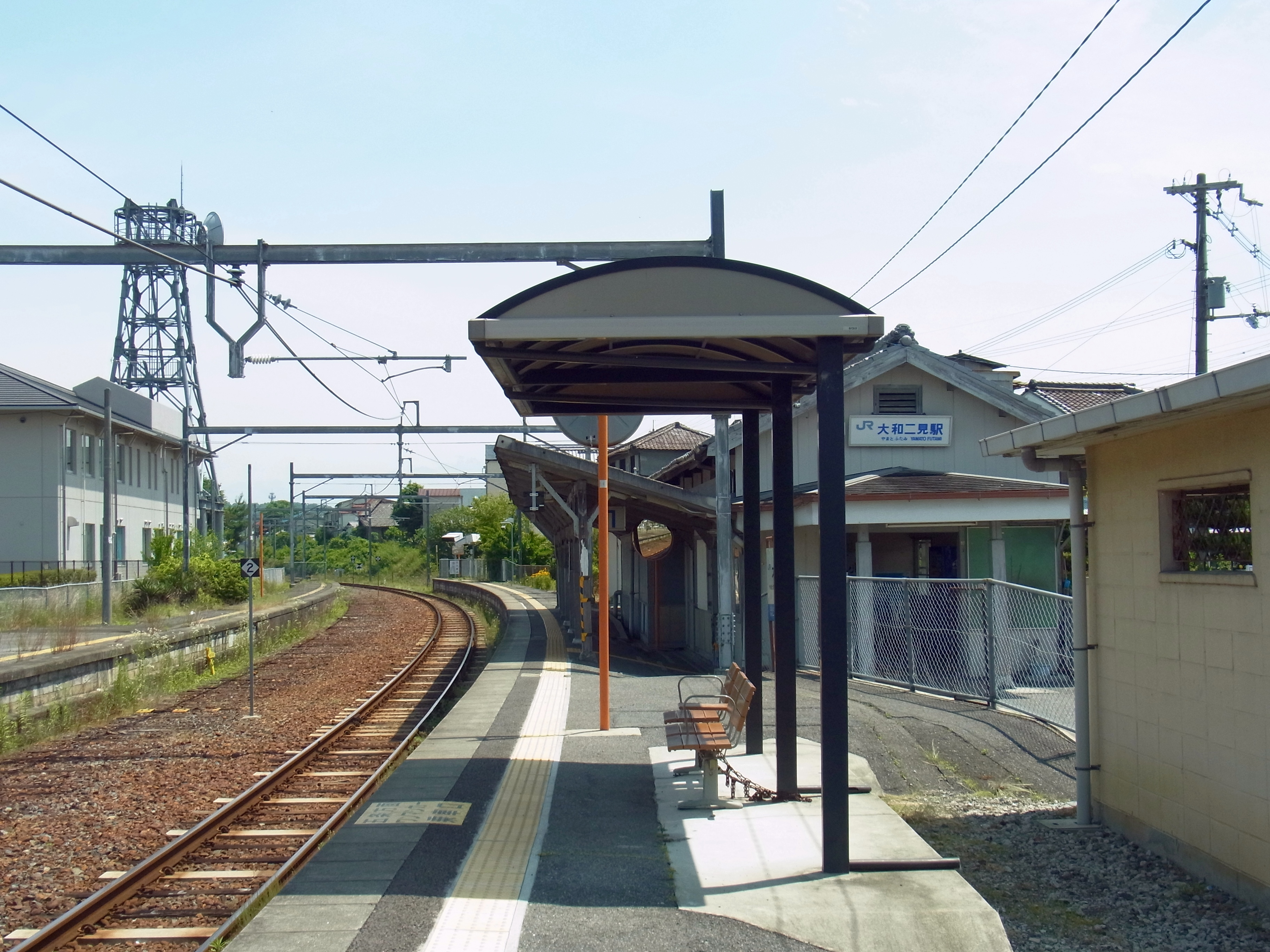
ホーム（2012年6月）

## 利用状況
JR西日本の移動等円滑化取組報告書によれば、2023年度の1日平均乗降人員は280人。『奈良県統計年鑑』『和歌山県統計年鑑』によると、1日の平均乗車人員は以下の通りである。
| 年度 | 一日平均 乗車人員 |
| ---- | ----------------- |
| 2005 | 259               |
| 2006 | 245               |
| 2007 | 221               |
| 2008 | 219               |
| 2009 | 203               |
| 2010 | 207               |
| 2011 | 226               |
| 2012 | 215               |
| 2013 | 213               |
| 2014 | 217               |
| 2015 | 234               |
| 2016 | 228               |
| 2017 | 216               |
| 2018 | 207               |
| 2019 | 205               |
| 2020 | 143               |
| 2021 | 150               |
| 2022 | 148               |

## 駅周辺
当駅は五條の市街の西方の町並みが途切れるぎりぎりのところに位置し、付近には人家もそこそこにある。改札口を出て左手に行くとすぐに国道24号にぶつかる。近隣に商店街はないが、国道24号沿い（主に五條市街地の方面）にスーパーや商店などが点在する。
- 五條新町
- 近畿地方整備局和歌山河川国道事務所五條出張所
- 奈良県吉野川浄化センター
- 日本郵便五條二見郵便局
- 二見の大ムク（国指定天然記念物）
- 寄足山生蓮寺
- 五條市立五條中学校
- コーナンホームストック五條二見店
- オークワ五条店
- リバーサイドホテル
- 国道24号
- 奈良県道・和歌山県道731号二見御幸辻停車場線

### タクシー路線
五條市コミュニティバス
- ゴーちゃんタクシー
  - 二見方面コース
    - 駅周辺と畑田・五条駅方面を結ぶエリアタクシー（要予約）[23]。

※かつてはコミュニティバス（畑田 行、イオン五條店 行、県立五條病院 行）を運行していたが、2021年に廃止された。

## 隣の駅
西日本旅客鉄道（JR西日本）
 和歌山線
■快速（粉河駅以東各駅停車）・■普通
五条駅 - 大和二見駅 - 隅田駅

### かつて存在した路線
日本国有鉄道
和歌山線貨物支線
大和二見駅 - 川端駅